# Valadares (Monção)
Valadares é uma povoação portuguesa do Município de Monção que foi sede da extinta Freguesia de Valadares, freguesia que tinha 1,86 km² de área e 205 habitantes (2011), tendo, por isso, uma densidade populacional de 110,2 h/km².
A Freguesia de Valadares foi extinta (agregada) pela reorganização administrativa de 2012/2013, tendo o seu território sido agregado ao das Freguesias de Messegães e de Sá para criar a União de Freguesias de Messegães, Valadares e Sá.

## População
| População da freguesia de Valadares | População da freguesia de Valadares | População da freguesia de Valadares | População da freguesia de Valadares | População da freguesia de Valadares | População da freguesia de Valadares | População da freguesia de Valadares | População da freguesia de Valadares | População da freguesia de Valadares | População da freguesia de Valadares | População da freguesia de Valadares | População da freguesia de Valadares | População da freguesia de Valadares | População da freguesia de Valadares | População da freguesia de Valadares |
| ----------------------------------- | ----------------------------------- | ----------------------------------- | ----------------------------------- | ----------------------------------- | ----------------------------------- | ----------------------------------- | ----------------------------------- | ----------------------------------- | ----------------------------------- | ----------------------------------- | ----------------------------------- | ----------------------------------- | ----------------------------------- | ----------------------------------- |
| 1864                                | 1878                                | 1890                                | 1900                                | 1911                                | 1920                                | 1930                                | 1940                                | 1950                                | 1960                                | 1970                                | 1981                                | 1991                                | 2001                                | 2011                                |
| 335                                 | 338                                 | 332                                 | 307                                 | 339                                 | 315                                 | 327                                 | 349                                 | 385                                 | 399                                 | 288                                 | 287                                 | 239                                 | 218                                 | 205                                 |

| Distribuição da População por Grupos Etários | Distribuição da População por Grupos Etários | Distribuição da População por Grupos Etários | Distribuição da População por Grupos Etários | Distribuição da População por Grupos Etários | Distribuição da População por Grupos Etários | Distribuição da População por Grupos Etários | Distribuição da População por Grupos Etários | Distribuição da População por Grupos Etários | Distribuição da População por Grupos Etários |
| -------------------------------------------- | -------------------------------------------- | -------------------------------------------- | -------------------------------------------- | -------------------------------------------- | -------------------------------------------- | -------------------------------------------- | -------------------------------------------- | -------------------------------------------- | -------------------------------------------- |
| Ano                                          | 0-14 Anos                                    | 15-24 Anos                                   | 25-64 Anos                                   | > 65 Anos                                    |                                              | 0-14 Anos                                    | 15-24 Anos                                   | 25-64 Anos                                   | > 65 Anos                                    |
| 2001                                         | 26                                           | 22                                           | 111                                          | 59                                           |                                              | 11,9%                                        | 10,1%                                        | 50,9%                                        | 27,1%                                        |
| 2011                                         | 10                                           | 17                                           | 110                                          | 68                                           |                                              | 4,9%                                         | 8,3%                                         | 53,7%                                        | 33,2%                                        |

## História
No primeiro recenseamento da população que se fez em Portugal, em 1527, no reinado de D. João III, integravam Valadares o couto do mosteiro de Paderne, o do mosteiro de Fiães, as igrejas de São João de Lamas de Mouro, Riba de Mouro, Tangil, São Martinho de Alvaredo, Santiago do Penso, São João de Sá e Santa Ovaia, sua anexa, São Miguel de Messegães, São Salvador Mouro Jusão de Badim e São Gião de Badim, sua anexa, São Paio de Segude e São Cosme de Podame.
Foi vila e sede de concelho até 1855. Este era constituído pelas freguesias de Alvaredo, Badim, Ceivães, Cousso, Cubalhão, Fiães, Gave, Lamas de Mouro, Messegães, Paderne, Parada do Monte, Penso, Podame, Riba de Mouro, Sá, Segude, Tangil e Valadares.
Tinha, em 1801, 11 208 habitantes. Após as reformas administrativas do início do liberalismo foram desanexadas as freguesias de Fiães, Lamas de Mouro e Paderne. Tinha, em 1849, 9 989 habitantes.

## Património
- Casa da Amiosa
- Igreja de Valadares